# First Rose of Spring
First Rose of Spring è il diciassettesimo album in studio del cantautore statunitense Willie Nelson, pubblicato nel 2020.

## Tracce
1. First Rose of Spring – 3:41 (Randy Houser, Allen Shamblin, Mark Beeson)
2. Blue Star – 4:35 (Willie Nelson, Buddy Cannon)
3. I'll Break Out Again Tonight – 2:49 (Sanger D. Shafer, A.L. "Doodle" Owens)
4. Don't Let the Old Man In – 3:09 (Toby Keith)
5. Just Bummin' Around – 3:15 (Pete Graves)
6. Our Song – 3:51 (Chris Stapleton)
7. We Are the Cowboys – 4:03 (Billy Joe Shaver)
8. Stealing Home – 3:42 (Marla Cannon-Goodman, Casey Beathard, Don Sampson)
9. I'm the Only Hell My Mama Ever Raised – 4:11 (Wayne Kemp, Bobby Borchers, Mack Vickey)
10. Love Just Laughed – 4:34 (Nelson, Cannon)
11. Yesterday When I Was Young – 3:31 (Charles Aznavour, Herbert Kretzmer)